# 赞德弗利特
赞德弗利特（荷蘭語：Zandvliet，荷蘭語發音：[ˈzɑntflit]）是比利时弗拉芒大區安特衛普省的一个村庄。赞德弗利特原为一独立市镇，1958年，赞德弗利特与市镇贝伦德雷赫特和利洛合并为安特卫普市的区份贝伦德雷赫特-赞德弗利特-利洛。